# Weißschwanz-Springaffe
Der Weißschwanz-Springaffe (Plecturocebus discolor, Syn.: Callicebus discolor, C. subrufus) ist eine Primatenart aus der Unterfamilie der Springaffen innerhalb der Familie der Sakiaffen (Pitheciidae). Er ist eng mit dem Roten Springaffen verwandt und galt früher als dessen Unterart.

## Merkmale
Weißschwanz-Springaffen sind wie alle Springaffen relativ kleine Primaten mit dichtem, langem Fell und leicht verlängerten Hinterbeinen. Ihr Fell ist am Rücken und an den Oberarmen und -beinen graubraun gefärbt, stark kontrastierend dazu sind der Bauch, die Unterarme und -beine sowie die Pfoten, die rötlichbraun sind. Der Schwanz ist lang und buschig, er ist im vorderen Teil graubraun gefärbt, das hintere Drittel ist weiß. Er kann wie bei allen Springaffen nicht als Greifschwanz eingesetzt werden. Der Kopf ist klein und rundlich, an der Stirn befinden sich ein weißer und darüber ein schwarzer Querstreifen. Die Haare an den Backen und an der Kehle sind röt.

## Verbreitung und Lebensraum

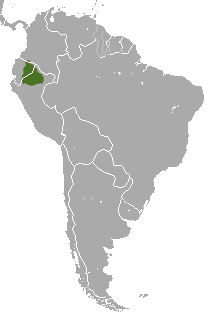
Verbreitungsgebiet des Weißschwanz-Springaffen

Weißschwanz-Springaffen leben im nördlichen Peru, im östlichen Ecuador und in einem kleinen Gebiet im äußersten Süden Kolumbiens. Ihr Verbreitungsgebiet wird im Süden vom Marañón und im Osten vom Río Ucayali begrenzt. Ihr Lebensraum sind Wälder, sie kommen häufig in Flusswäldern vor.

## Lebensweise
Über die Lebensweise ist wenig bekannt, sie gleicht vermutlich der des Roten Springaffen überein. Sie sind tagaktiv und halten sich vorwiegend auf den Bäumen auf. Dort bewegen sie sich auf allen vieren und manchmal springend fort. Sie leben in Familiengruppen, bei denen die Partner oft ihr ganzes Leben miteinander verbringen. Diese Gruppen bewohnen feste Reviere, auf die sie andere Tiere durch morgendliche Duettgesänge hinweisen. Ihre Nahrung besteht vorwiegend aus Früchten sowie in geringerem Ausmaß aus Blättern und anderen Pflanzenteilen wie Samen und Blüten. Der Vater beteiligt sich aktiv an der Jungenaufzucht, er trägt das Jungtier herum und bringt es der Mutter nur zum Säugen.

## Gefährdung
Zwar sind sie mancherorts durch die Zerstörung ihres Lebensraums gefährdet, insgesamt zählen Weißschwanz-Springaffen aber laut IUCN nicht zu den bedrohten Arten.